# 터널 3D
《터널 3D》(Tunnel 3D)는 2014년에 개봉한 대한민국의 공포 영화이다.

## 캐스팅
- 정유미 : 은주 역
- 연우진 : 동준 역
- 송재림 : 기철 역
- 정시연 : 세희 역
- 손병호 : 김씨 역
- 이시원 : 유경 역
- 이재희 : 영민 역
- 도희 : 소녀 역
- 우희 : 혜영 역
- 정진 : 선임 역
- 유재명 :  탄광주 역
- 도용구 : 늙은 광부 역
- 송삼동 : 젊은 광부 역
- 전우재 : 구조대장 역